# Bade-Wurtemberg
 (février 2025).
Si vous disposez d'ouvrages ou d'articles de référence ou si vous connaissez des sites web de qualité traitant du thème abordé ici, merci de compléter l'article en donnant les références utiles à sa vérifiabilité et en les liant à la section « Notes et références ».

Logo pour une campagne publicitaire du Bade-Wurtemberg : Länd est Land (c’est-à-dire « pays ») en dialecte local.

Le Bade-Wurtemberg (/bad.vyʁ.tɑ̃.bɛʁ(ɡ)/ ; en allemand : Baden-Württemberg, prononcé en allemand : /ˈbaː.dən ˈvʏʁ.təm.ˌbɛʁk/ ) est un Land du Sud de l’Allemagne. Sa capitale est la plus grande ville, Stuttgart. Avec une superficie de 35 751,46 km2 et 11 100 394 habitants en 2019, il est le troisième Land allemand par la superficie et la population. Bordé par la Rhénanie-Palatinat, la Hesse, la Bavière, la France et la Suisse, le Bade-Wurtemberg bénéficie de son positionnement au cœur de la dorsale européenne, dont il constitue un des principaux moteurs économiques.
Le Bade-Wurtemberg est issu de la fusion en 1952 de trois Länder institués en 1945 par les Alliés à l’issue de la Seconde Guerre mondiale : le Land de Wurtemberg-Bade, occupé par les Américains, le Land de Bade et le Land de Wurtemberg-Hohenzollern, tous deux occupés par les forces françaises. Cette fusion permet de gommer les limites instaurées par les Alliés tout en réunissant le pays de Bade, héritier du grand-duché, et les pays souabes, héritiers de l’ancien royaume de Wurtemberg et d’une petite enclave prussienne, la province de Hohenzollern.
En dépit de sa pauvreté en ressources naturelles, le Bade-Wurtemberg est le troisième Land allemand le plus riche après la Rhénanie-du-Nord-Westphalie et la Bavière. Berceau de l'industrie automobile, impulsée par Gottlieb Daimler, Carl Benz et Wilhelm Maybach en 1885, il réalise un quart de la production industrielle allemande dans le secteur phare de la construction automobile, suivi par les constructions de machines et d’équipements, la métallurgie et l'industrie électrique. Les industries chimique, pharmaceutique et optique jouent aussi un rôle important dans son économie dynamique. Enfin, il est le siège de diverses marques qui contribuent au rayonnement économique de l'Allemagne, dont Mercedes-Benz, Bosch, Lidl, Hugo Boss et Porsche, ainsi que de l'université de Heidelberg, associée avec presque la moitié de tous les lauréats allemands du prix Nobel en général.

## Géographie

### Localisation
Le Bade-Wurtemberg est limitrophe de la France et de la Suisse. En Allemagne même, il est limitrophe des Länder de Rhénanie-Palatinat, de Hesse et de Bavière.
Outre la métropole que constitue Stuttgart, les régions d'« Ulm/Neu-Ulm (Bavière) », de « Mannheim/Heidelberg/Ludwigshafen (Rhénanie-Palatinat) » et la région transfrontalière de Bâle ont également une influence économique considérable.
Une enquête de télévision allemande a désigné Heilbronn comme l'un des deux lieux les plus pollués d'Allemagne, en raison de la décharge souterraine de déchets dangereux (voir Environnement en Allemagne : Gestion des déchets).

### Hydrographie
Le Rhin forme la frontière avec la France et la Suisse, cependant que le Danube prend sa source en Forêt-Noire. Les pertes du Danube constituent une particularité hydrographique : une partie des eaux du Danube supérieur s'infiltrent et vont rejoindre le lac de Constance, et donc le Rhin, au travers du Radolfzeller Aach, depuis la résurgence de l'Aachtopf.
Le Krähenbach (en) devient de facto la source du Danube en été. Cette capture contemporaine des sources du Danube par le Rhin montre une dynamique aujourd'hui à l’œuvre.

## Histoire
Pays des Alamans après l'expansion de 260.[réf. nécessaire]
Le Land de Bade-Wurtemberg a été créé en 1952, succédant aux anciens Länder d'après-guerre de Bade, de Wurtemberg-Bade et de Wurtemberg-Hohenzollern eux-mêmes successeurs :
- du margraviat puis du grand-duché puis de la république de Bade ;
- du duché puis du royaume puis de la république de Wurtemberg ;
- de la province prussienne de Hohenzollern.

### Blasonnement
En raison de sa création récente, le land de Bade-Wurtemberg ne dispose pas d'armes « historiques », contrairement à sa voisine la Bavière.
- Armes du grand-duché de Bade : D'or à la bande de gueules.
- Armes du royaume de Wurtemberg : D'or à trois demi-ramures de cerf posées en fasce, l'une sur l'autre.

## Population

### Religions
- chrétienne : 71,6 % (7,6 millions, dont 4 millions de catholiques et 3,6 millions de protestants)
- musulmane : 5,6 % (600 000)
- bouddhiste : 0,23 % (25 000)
- hindouiste : 0,14 % (15 000)
- juive : 0,08 % (9 000)
- sans ou autres : 22,3 % (2,4 millions)

## Transports

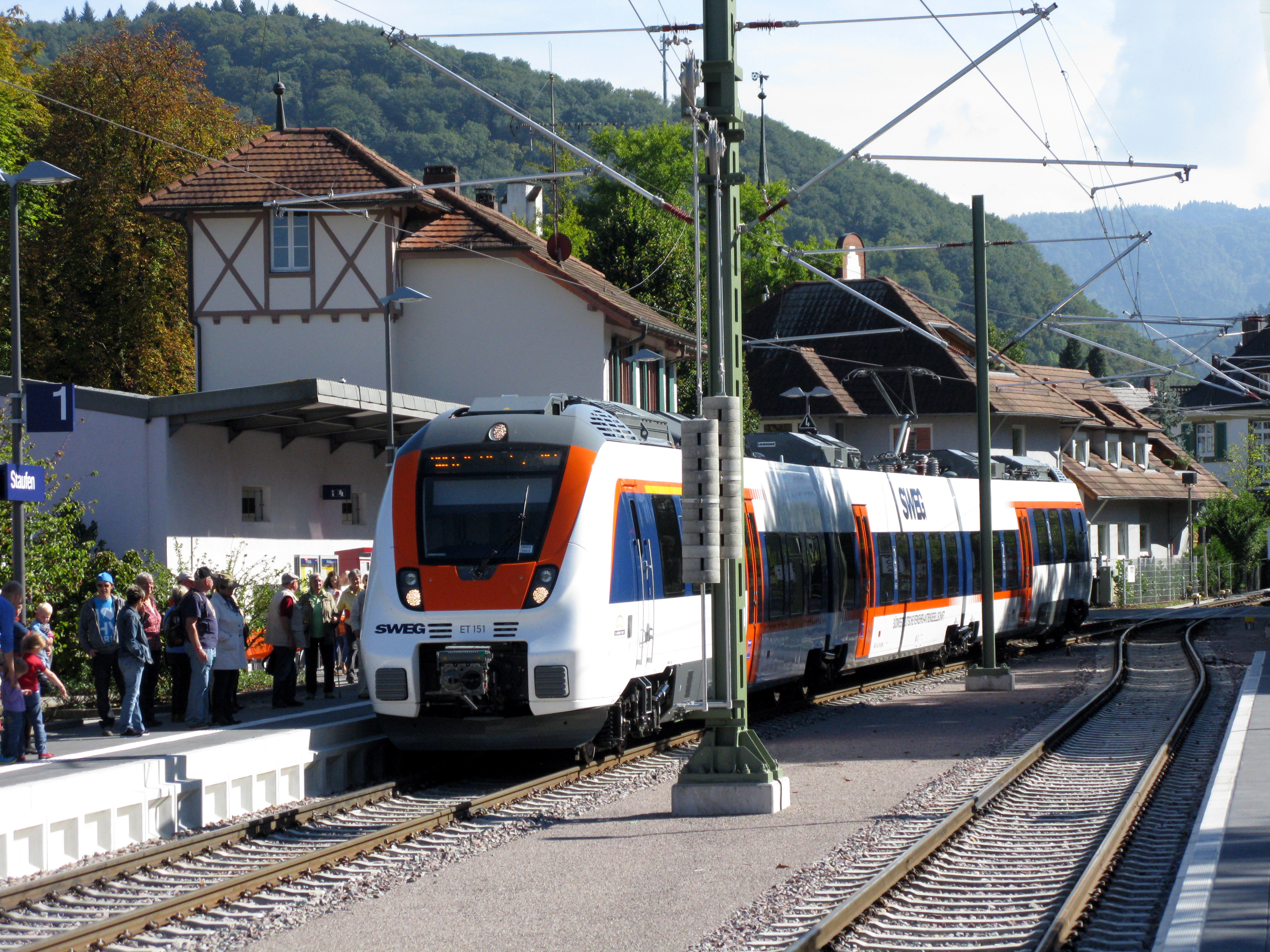
Train Bombardier Talent 2 de la SWEG en gare de Staufen, Bade-Wurtemberg, Allemagne.

En 2019, les transports dans le land de Bade-Wurtemberg ont consommé de l'énergie à hauteur de 92 TWh.
Le land de Bade-Wurtemberg entend développer les e-carburants à partir d'énergies renouvelables, en particulier pour l'aviation.
Le Bade-Wurtemberg développe les autoroutes cyclables (en) sur son territoire (de).

## Économie
Le Bade-Wurtemberg compte parmi les régions économiques les plus compétitives en Europe. C'est un centre d'industrie automobile (Daimler, Porsche, Bosch, Audi, Mercedes-Benz) avec des sites à Stuttgart, Sindelfingen, Neckarsulm, Mannheim, Rastatt, Gaggenau et Ulm. De nombreuses entreprises de l'industrie des constructions mécaniques y sont implantées (Festo, Voith, Liebherr, Trumpf, Heidelberger Druckmaschinen). La mécanique de précision, en particulier l'horlogerie, y existe de longue date (Junghans) ; plus récemment, des entreprises de production d'électronique grand public se sont implantées (SABA, Dual). Le Bade-Wurtemberg a longtemps été un haut lieu de l'industrie textile, qui y conserve aujourd'hui encore une certaine importance (Hugo Boss, Trigema, Steiff). Le siège social de l'entreprise SAP AG, premier fournisseur européen de logiciels, est situé à Walldorf.
Le taux de chômage de 4,2 % (avril 2011) est l'un des plus faibles d'Allemagne. Seule la Bavière a un chômage plus bas avec 3,9 %. Les exportations du Land représentent environ 10 000 € par habitant. Dans l'UE, le Bade-Wurtemberg fait partie des régions les plus riches : en 2010, le PIB de Bade-Wurtemberg est de 361,8 Mio € (14,5 % du PIB allemand), soit environ 33 651 € par habitant (Allemagne : 27 300 € ; UE : 24 360 €).

### Énergie
La dernière centrale nucléaire s'est arrêtée en 2023, à savoir la centrale nucléaire de Neckarwestheim. La centrale nucléaire d'Obrigheim est arrêtée en 2005, celle de Philippsburg en 2019. Kerntechnische Entsorgung Karlsruhe, en tant que centre d'entreposage, exploite le plus grand point de collecte des déchets radioactifs des Länder de toute l'Allemagne.
À Karlsruhe se trouve la plus importante raffinerie d'Allemagne (voir MiRO (raffinerie de pétrole)).
À la frontière franco-allemande, le long du Rhin, seul le barrage hydroélectrique d'Iffezheim alimente le réseau électrique allemand.

### Tourisme

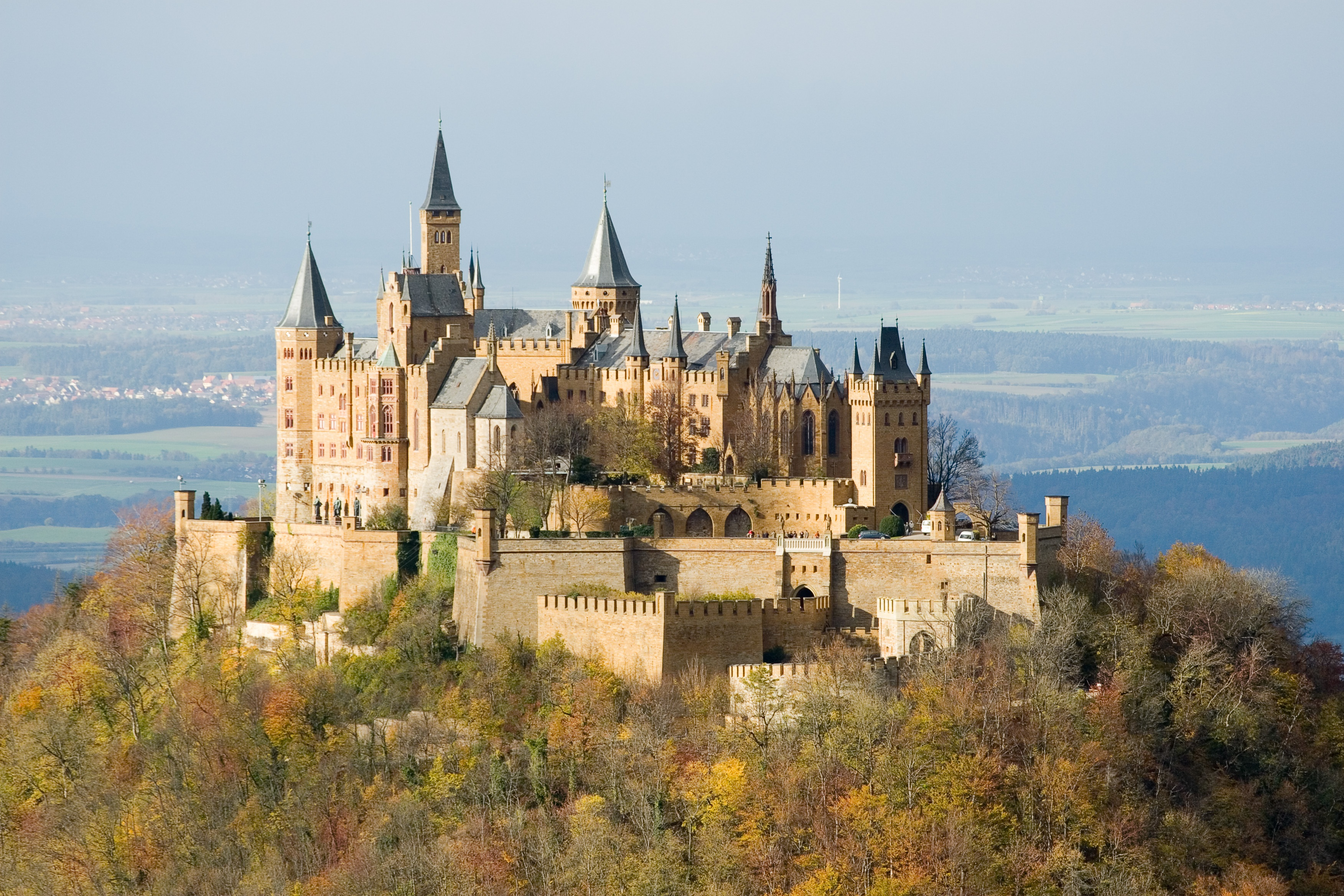
Le château de Hohenzollern.

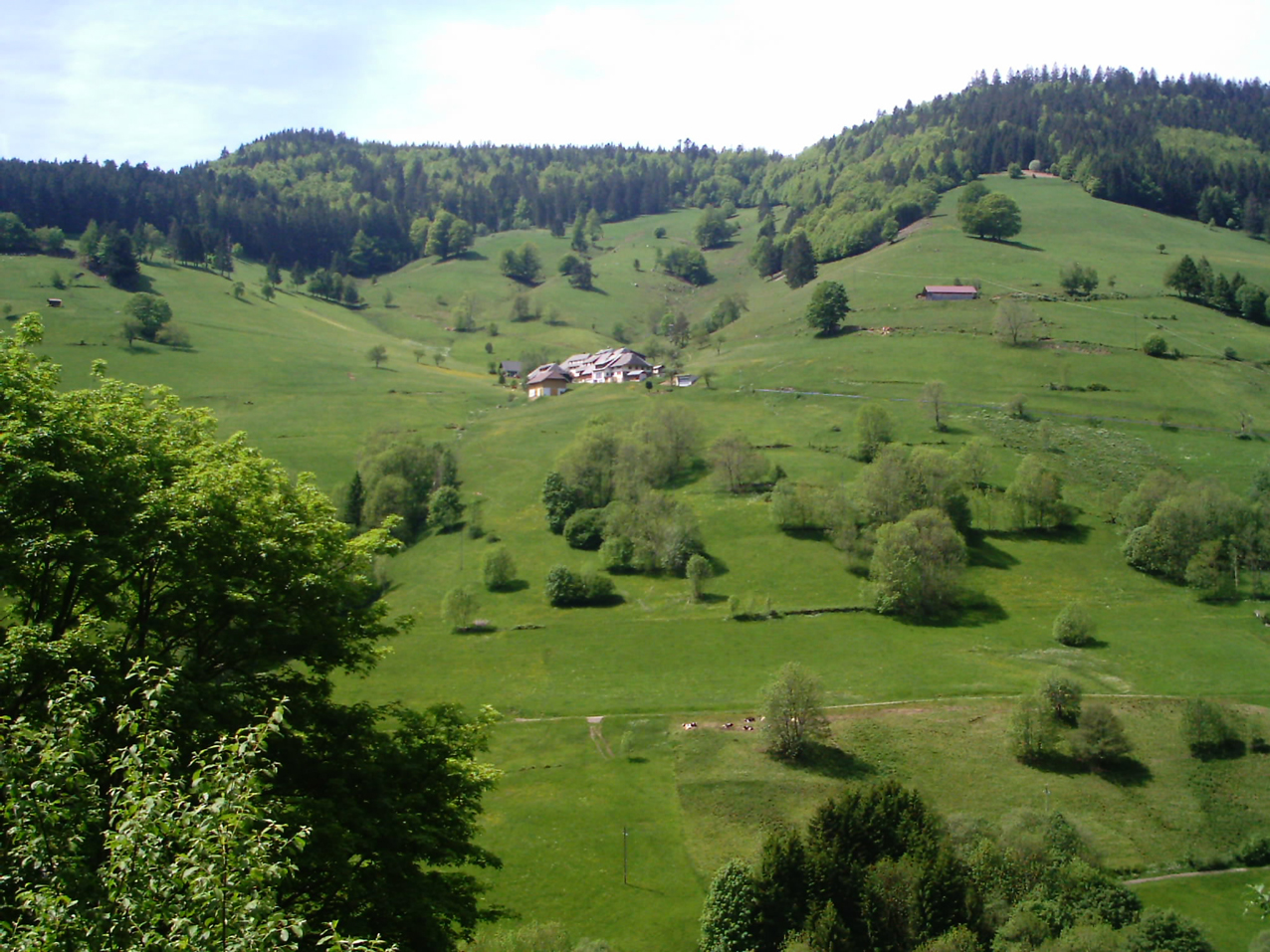
La Forêt-Noire.

Les lieux touristiques les plus connus sont la Forêt-Noire (Schwarzwald), le lac de Constance (Bodensee), le Jura souabe (Schwäbische Alb), l'abbaye de Maulbronn et les villes de Heidelberg, Stuttgart, Karlsruhe, Fribourg-en-Brisgau, Baden-Baden, Offenburg, Tübingen, Ulm et Constance.
La Forêt Noire et la région du lac de Constance sont des destinations touristiques importantes.
Europa-Park, situé à Rust, est également prisé des touristes venant de toute l'Europe, le parc d'attractions est le 2e en Europe en matière de fréquentation, et le plus grand du continent par sa superficie.
Le patrimoine naturel et architectural comprend :
- Le Feldberg et les gorges de la Wutach
- Le Kaiserstuhl
- Le maar de Randeck
- Les argiles à Posidonies d'Holzmaden
- Le parc naturel du Haut-Danube
- La source de Blautopf dans le Jura de Blaubeuren
- Les volcans de l’Hegau avec le Höwenegg et le Hohentwiel
- La vallée de la Lone dans le Jura souabe
- Le piton d'Istein dans la haute vallée du Rhin
- Le parc d’Hessigheim dans le val du Neckar
- Les carrières de craie de Mössingen dans le Jura souabe
- Le château de Heidelberg
- Le château de Hohenzollern
- Les abbayes de Saint-Blaise, de Maulbronn, de Weingarten et d’Alpirsbach
- Le menhir de Degernau

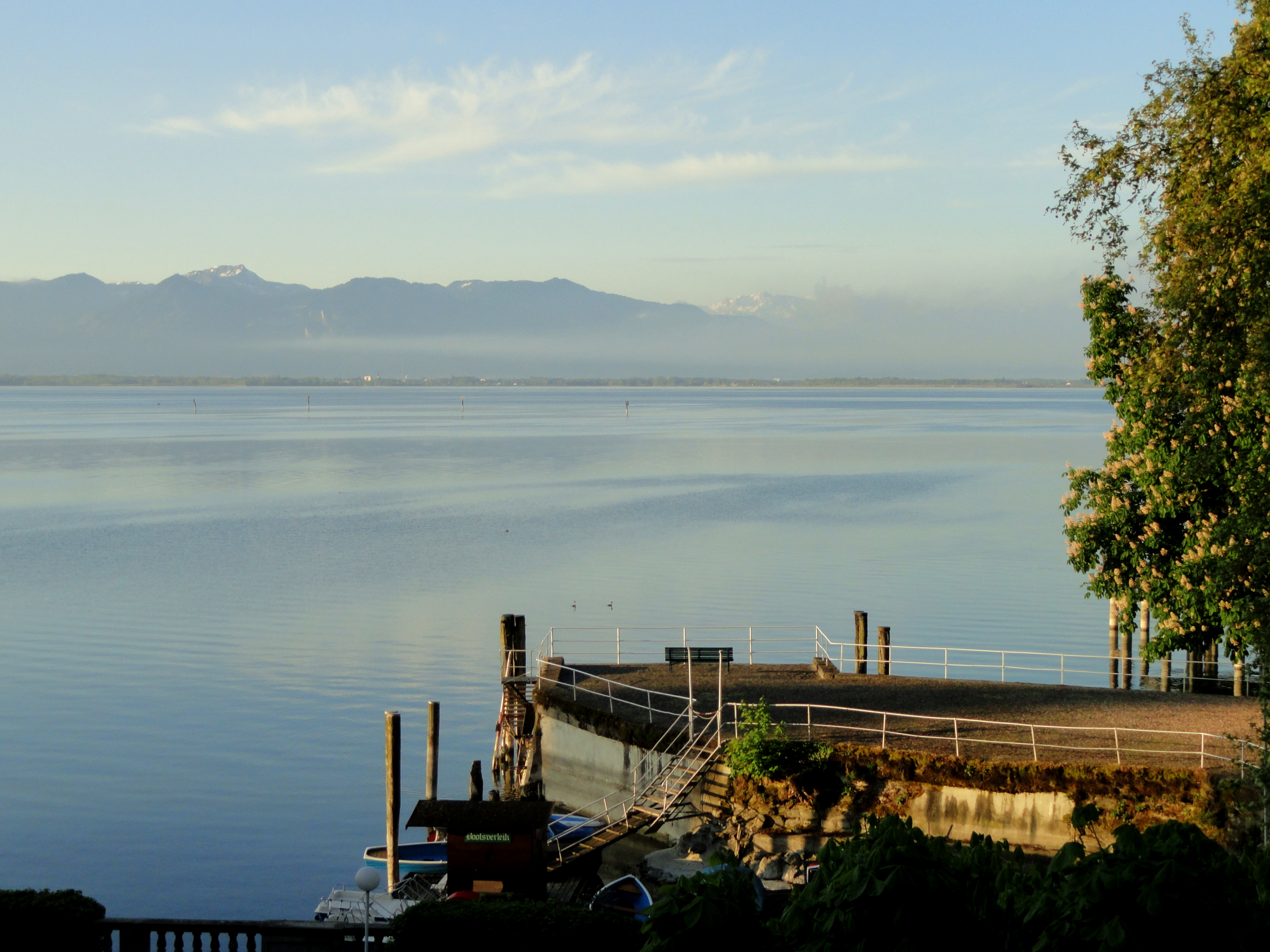
Le lac de Constance.
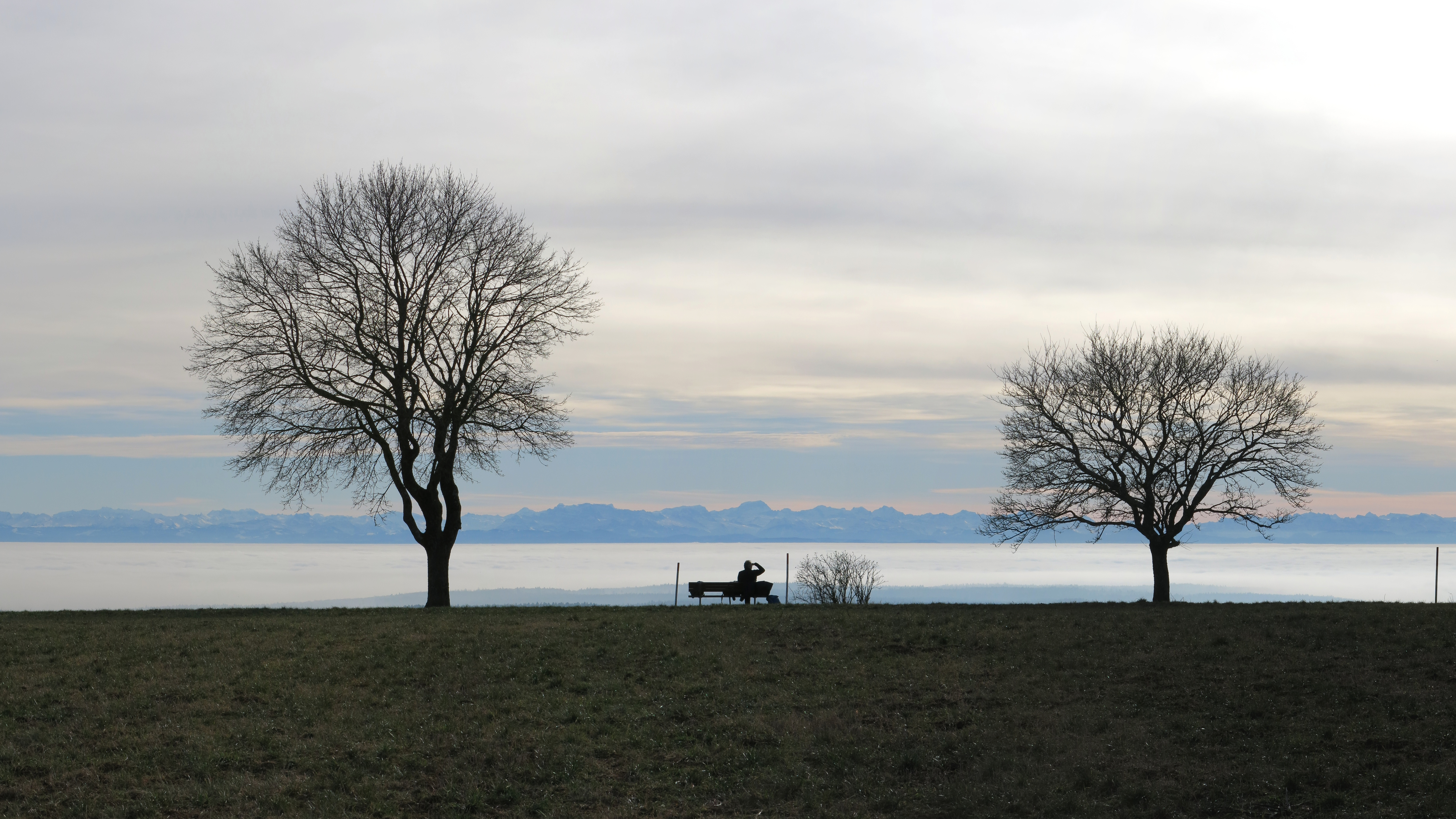
Vue des Alpes depuis le mont Witthoh dans le Bade-Wurtemberg. À l'horizon, le mont Tödi.
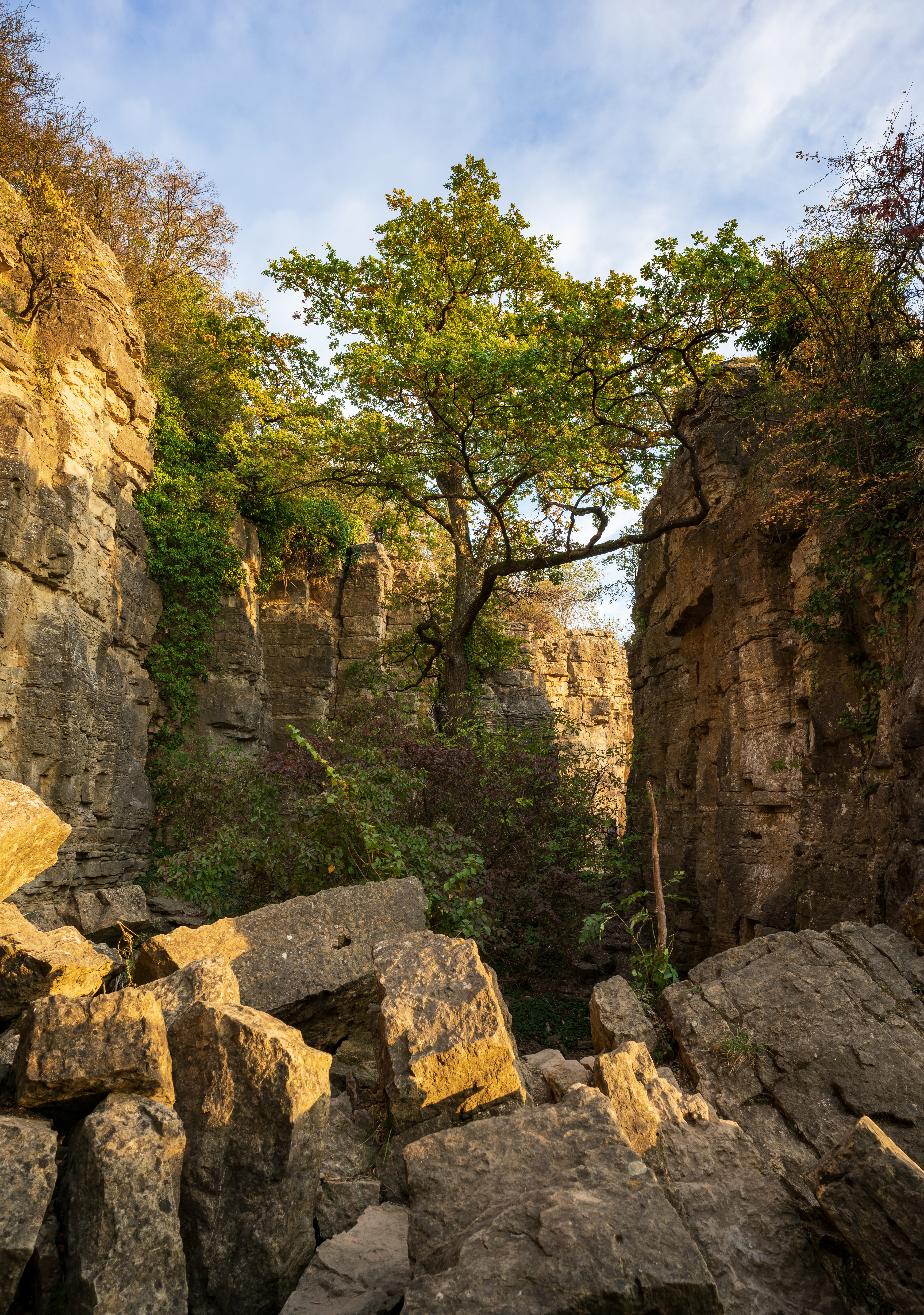
Une gorge dans le Hessigheimer Felsengärten (de), Bade-Wurtemberg.
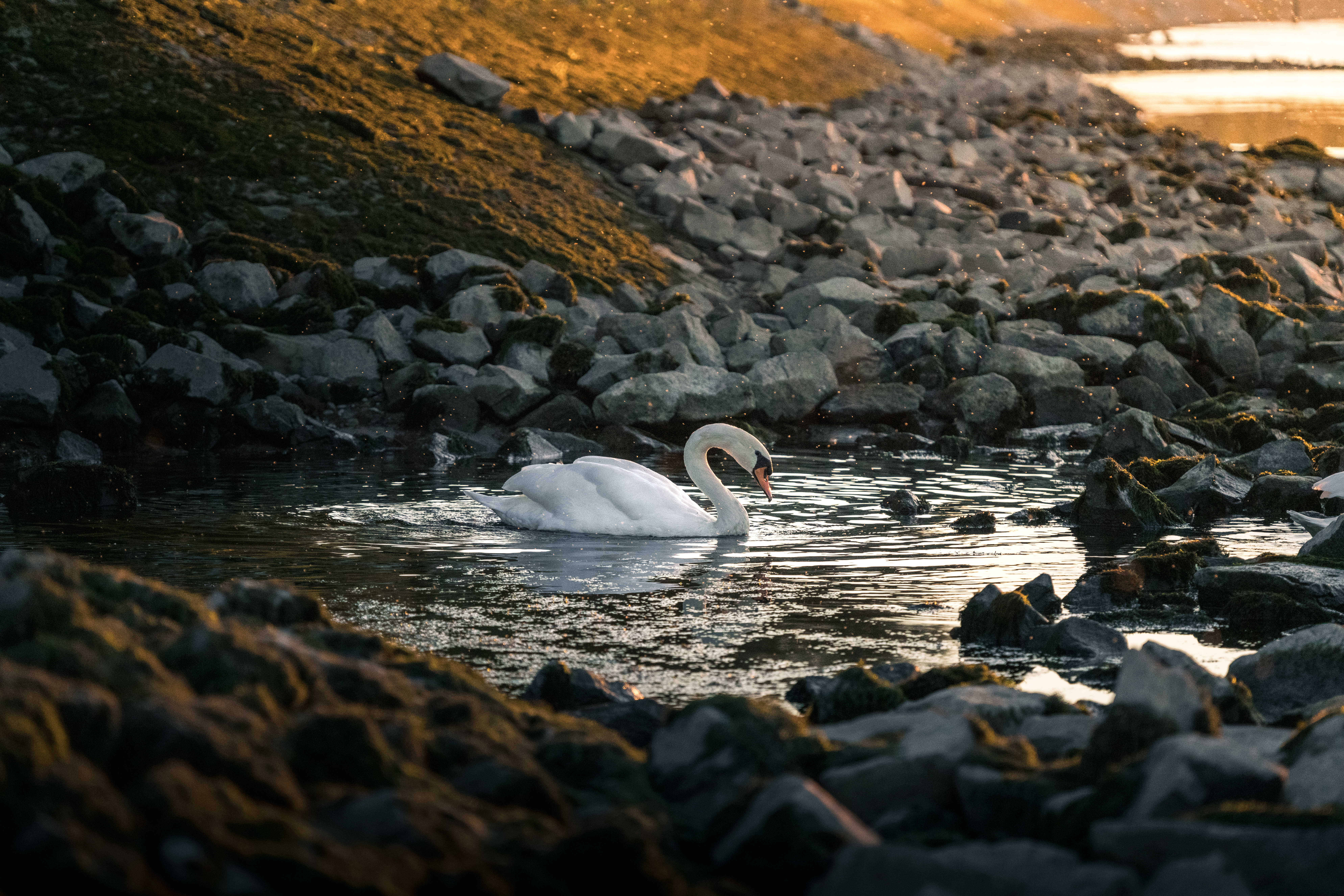
Cygne au bord du Rhin dans le Bade-Wurtemberg.

## Subdivision administrative

Carte des 35 arrondissements et 9 villes-arrondissements du Bade-Wurtemberg.

Le Bade-Wurtemberg est divisé en 4 districts (Regierungsbezirke) appelés également circonscriptions ou régions administratives, eux-mêmes subdivisés en 12 régions (Regionen), qui regroupent 35 arrondissements (Landkreise) et 9 municipalités non intégrées à un arrondissement, constituant donc un arrondissement à elles seules, appelées villes-arrondissements (kreisfreie Städte).

### Districts (Regierungsbezirke)
Les 4 districts du Bade-Wurtemberg :
- district de Fribourg-en-Brisgau
- district de Karlsruhe
- district de Stuttgart
- district de Tübingen

### Arrondissements (Landkreise) et villes-arrondissements (kreisfreie Städte)
Les 9 villes-arrondissements (kreisfreie Städte) du Bade-Wurtemberg :
- BAD : Baden-Baden
- FR : Fribourg-en-Brisgau
- HD : Heidelberg
- HN : Heilbronn
- KA : Karlsruhe
- MA : Mannheim
- PF : Pforzheim
- S : Stuttgart
- UL : Ulm

Les 35 arrondissements (Landkreise) du Bade-Wurtemberg :
| - UL : Arrondissement d'Alb-Danube - BC : Arrondissement de Biberach - FN : Arrondissement du Lac de Constance - BB : Arrondissement de Böblingen - FR : Arrondissement de Brisgau-Haute-Forêt-Noire - CW : Arrondissement de Calw - EM : Arrondissement d'Emmendingen - PF : Arrondissement d'Enz - ES : Arrondissement d'Esslingen - FDS : Arrondissement de Freudenstadt - GP : Arrondissement de Göppingen - HDH : Arrondissement de Heidenheim | - HN : Arrondissement de Heilbronn - KÜN : Arrondissement de Hohenlohe - KA : Arrondissement de Karlsruhe - KN : Arrondissement de Constance - LÖ : Arrondissement de Lörrach - LB : Arrondissement de Ludwigsbourg - TBB : Arrondissement de Main-Tauber - MOS : Arrondissement de Neckar-Odenwald - OG : Arrondissement de l'Ortenau - AA : Arrondissement d'Ostalb - RA : Arrondissement de Rastatt - RV : Arrondissement de Ravensbourg | - WN : Arrondissement de Rems-Murr - RT : Arrondissement de Reutlingen - HD : Arrondissement de Rhin-Neckar - RW : Arrondissement de Rottweil - SHA : Arrondissement de Schwäbisch Hall - VS : Arrondissement de Forêt-Noire-Baar - SIG : Arrondissement de Sigmaringen - TÜ : Arrondissement de Tübingen - TUT : Arrondissement de Tuttlingen - WT : Arrondissement de Waldshut - BL : Arrondissement de Zollernalb |